# (699) Hela
Pour les articles homonymes, voir Hela.
(699) Hela est un astéroïde de la ceinture principale découvert le 5 juin 1910 par l'astronome allemand Joseph Helffrich. Sa désignation provisoire était 1910 KD.
Il a été nommé en référence à la déesse de la mythologie nordique Hel.
Il ne doit pas être confondu avec deux autres astéroïdes, (435) Ella et (1370) Hella.